# Dourbes
Dourbes ist ein Ort in der Gemeinde Viroinval in Belgien. Er gehört zur Provinz Namur in der Wallonischen Region.

## Lage

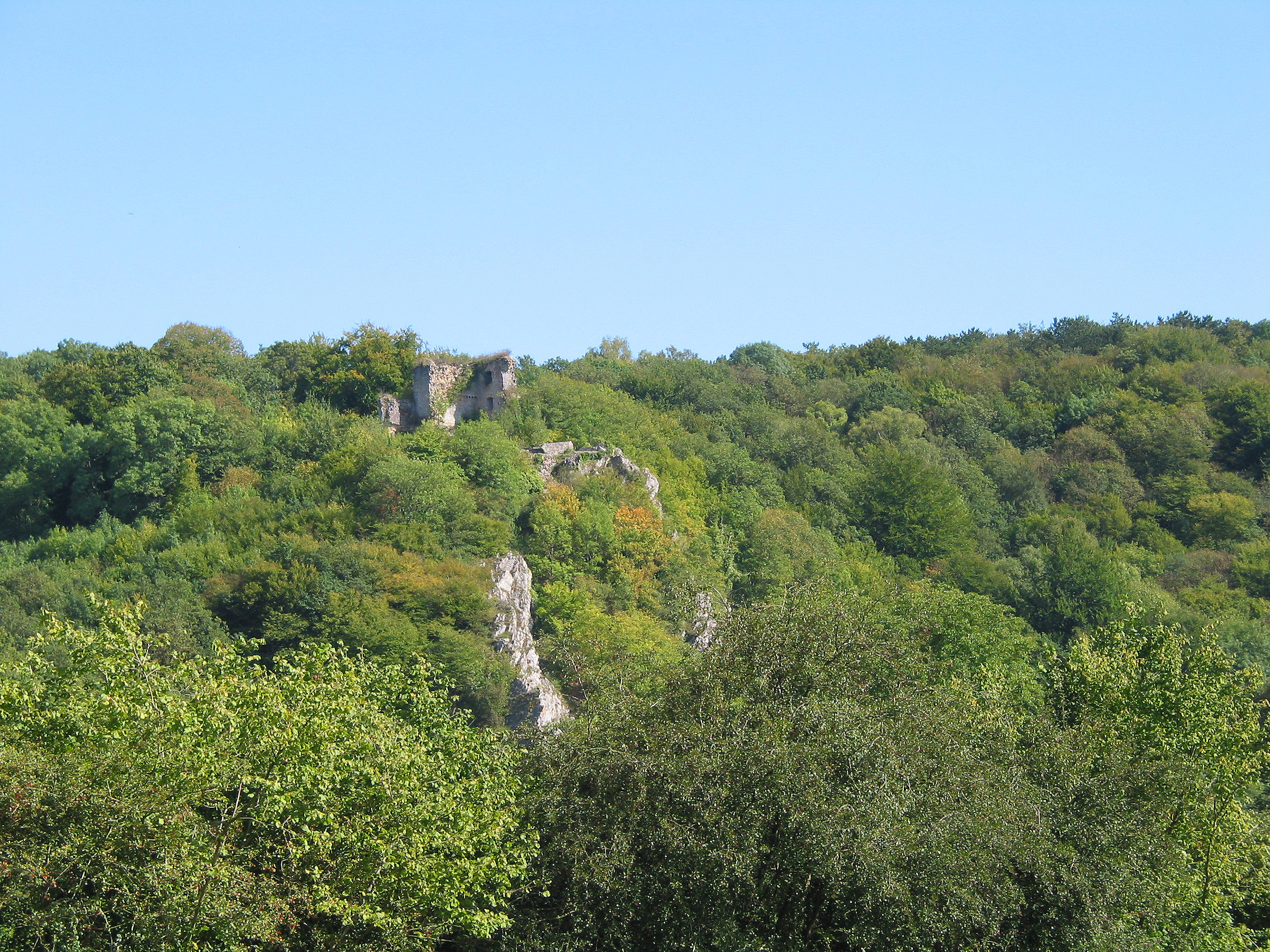
Château de Hauteroche

Der Ort liegt südlich von Charleroi in den Ardennen. Am Südrand von Dourbes fließt der Viroin.

## Geschichte
Bis zum 11. Jahrhundert gehörte das Land der Abtei Lobbes. Am 12. Juni 1793 wurde der Ort in den Stadtkanton Nismes eingegliedert. Während der französischen Besetzung war die Gemeinde Teil des Départements Ardennes, 1815 wurde sie der niederländischen Provinz Namur zugeordnet. Seit der Belgischen Revolution von 1830 gehört Dourbes zu Belgien.

## Sehenswürdigkeiten

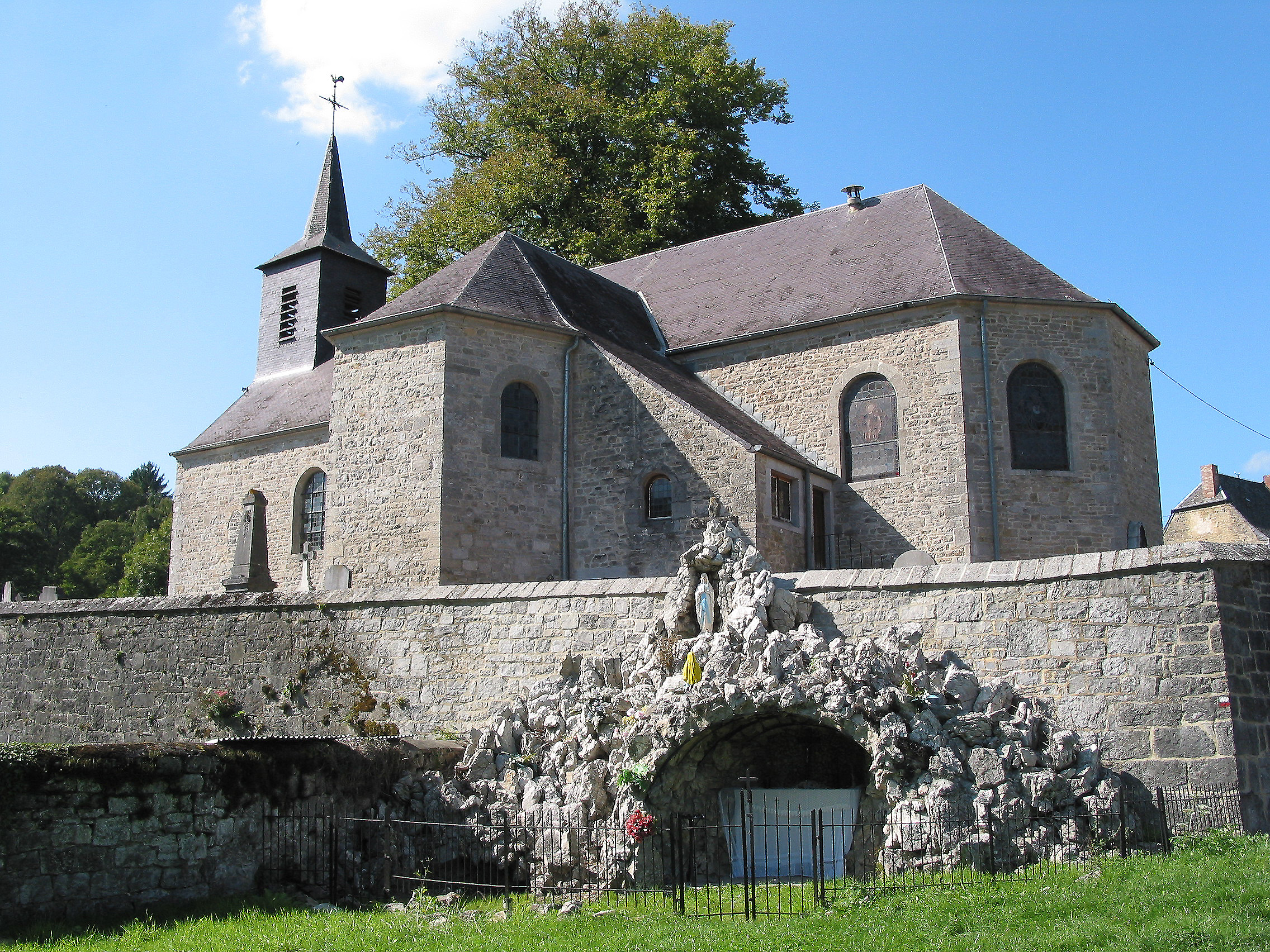
Kirche Saint-Servais

Das Château de Hauteroche ist eine Burgruine aus dem 15. Jahrhundert. Im Zehnten Italienischen Krieg wurde die Burg 1554 von den Truppen Anne de Montmorencys geschleift.

## Sonstiges
Dourbes ist Standort einer Ionosonde. Als Sendeantenne kommt eine Drahtantenne in Form eines umgekehrten Deltas zum Einsatz, die von einem 42 Meter hohen abgespannten, geerdeten Stahlfachwerkmast zu zwei 10 Meter hohen Holzmasten gespannt ist, die in einer Reihe stehen.